# 이명교
이명교(李明敎, 일본식 이름: 秋山秀峰)는 일제강점기의 승려이다.

## 생애
1925년 이전의 행적에 대해서는 알려져 있지 않다. 1925년에 도쿄의 고마자와 대학에서 유학 중이었고, 1930년 이 대학을 졸업했다.
1934년 황해도 신천군 구월산의 대본산 패엽사 주지로 조선총독부의 인가를 받아 네 차례 주지직을 연임했다. 1945년 일제가 패망할 때까지 총 11년간 패엽사 주지를 지냈다. 이명교는 주지직에 오른 후 재정 관리에 능력을 보여 사찰의 부채 문제와 중앙재단법인의 출자 문제를 정리하였고, 패엽사 경내에 불교 도서관을 설치하는 등 업적을 쌓았다.
그러나 이러한 활동으로 1937년 주지직 재임가를 받은 뒤 중일 전쟁에 협조한 친일 행적이 있다. 이명교가 두 번째로 주지직에 오른 1937년은 일제의 중국 침략으로 중일 전쟁이 발발한 해였다. 전쟁 발발 직후인 7월 25일 전쟁 승리를 기원하는 행사인 국위선양 무운장구 기원제를 봉행하였고, 11월 20일 일본군 위문금 50원을 납부했다. 전쟁 지원 모금은 계속되어 이듬해 4월 1일까지 총 120원의 국방헌금과 108원 50전의 위문금을 헌납했다.
1938년 《불교시보》는 패엽사 주지 이명교가 성심으로 국방헌금을 모금하고 아침저녁으로 무운장구 기원제를 지냈으며, 그해 음력 1월 1일에는 본·말사가 일제히 전사한 일본군을 위한 위령제를 거행했다고 보도했다.
1936년에 조선불교중앙교무원 보결이사로 선출되고 1940년 신임이사 7명 중 한 명으로 선출되는 등 중앙 불교계에도 진출했다. 1940년 창씨개명 정책이 실시되자 일본식 성과 이름으로 바꾸었고, 그해 11월에 도쿄에서 개최된 황기 2600년 기념식에는 조선 불교계 황해도 대표로 참석했다.
이례적으로 네 차례나 주지직에 연임되어 네 번째 임기 중이던 1944년에는 근로보국이라는 행사를 주도했다. 본·말사 승려들로 불교근로보국대를 조직해 이명교가 대장을 맡은 뒤 연백군 농촌 지역에서 벼 이앙 작업에 동원한 것이다. 총 53명의 대원이 도청 직원의 격려를 받으며 현지로 출발한 관제 행사였다. 그해 7월에는 패엽사 본말사가 모금한 금액 1,421원을 해군 전투기 대금으로 총본산에 납부한 일도 있다. 
1945년 8월 15일 광복 시점까지 패엽사 주지로 근무했으나, 이 지역이 소군정 관할에 들어가면서 이후 행적을 알 수 없다.

## 사후
민족문제연구소가 2008년 발표한 친일인명사전 수록예정자 명단 종교 부문에 포함되었다.

## 같이 보기
- 패엽사

## 참고 자료
- 임혜봉 (2005년 3월 1일). 〈이명교 : 말사를 지휘하여 성심껏 친일한 패엽사 주지〉. 《친일 승려 108인》. 서울: 청년사. 272~275쪽쪽. ISBN 9788972783848.